# 埃爾金鎮區 (愛荷華州萊昂縣)
埃爾金鎮區（英語：Elgin Township）是位於美國愛荷華州萊昂縣的一個行政鎮區。

## 地方資料
根據2010年美國人口普查的數據，埃爾金鎮區的面積為72.11平方千米，當中陸地面積為72.11平方千米，而水域面積為0.00平方千米。當地共有人口634人，而人口密度為每平方千米8.79人。